# Peinture des Ambassadeurs
Les peintures murales de Afrasiab, aussi appelées Peinture des Ambassadeurs, est un rare exemple d'art sogdien.
Elle a été découverte en 1965, lorsque les autorités locales ont décidé la construction d'une route au milieu du monticule d'Afrasiab, l'ancien emplacement de la Samarcande pré-mongole. Elle est maintenant conservée dans le musée Afrasiab de Samarcande, situé au monticule d'Afrasiab.

## Description

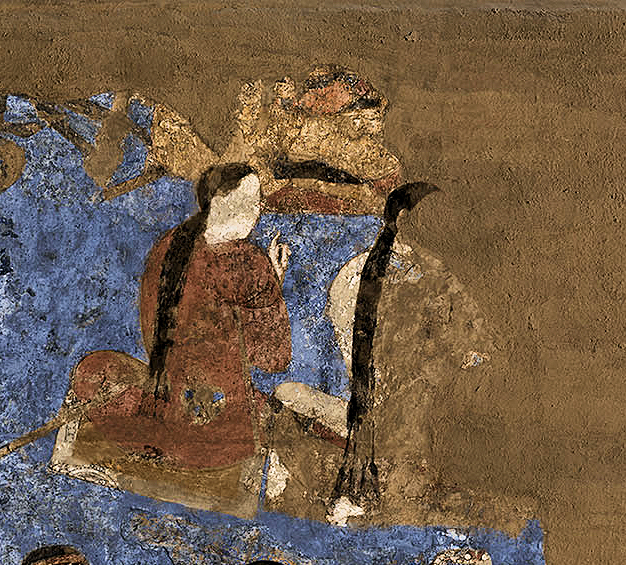
représentation de courtisans assis, Afrasiab, VIIe siècle.

## Présentation générale
La peinture s'étire sur quatre murs, avec des peintures murales en divers états de conservation. Il y avait deux registres, un supérieur et un inférieur, mais le registre supérieur des peintures murales a été essentiellement détruit par les excavations pendant les travaux de construction qui ont conduit à sa découverte.
Plusieurs reconstructions de l'ensemble de la peinture murale ont été proposées.

## Peintures murales originales (détails)

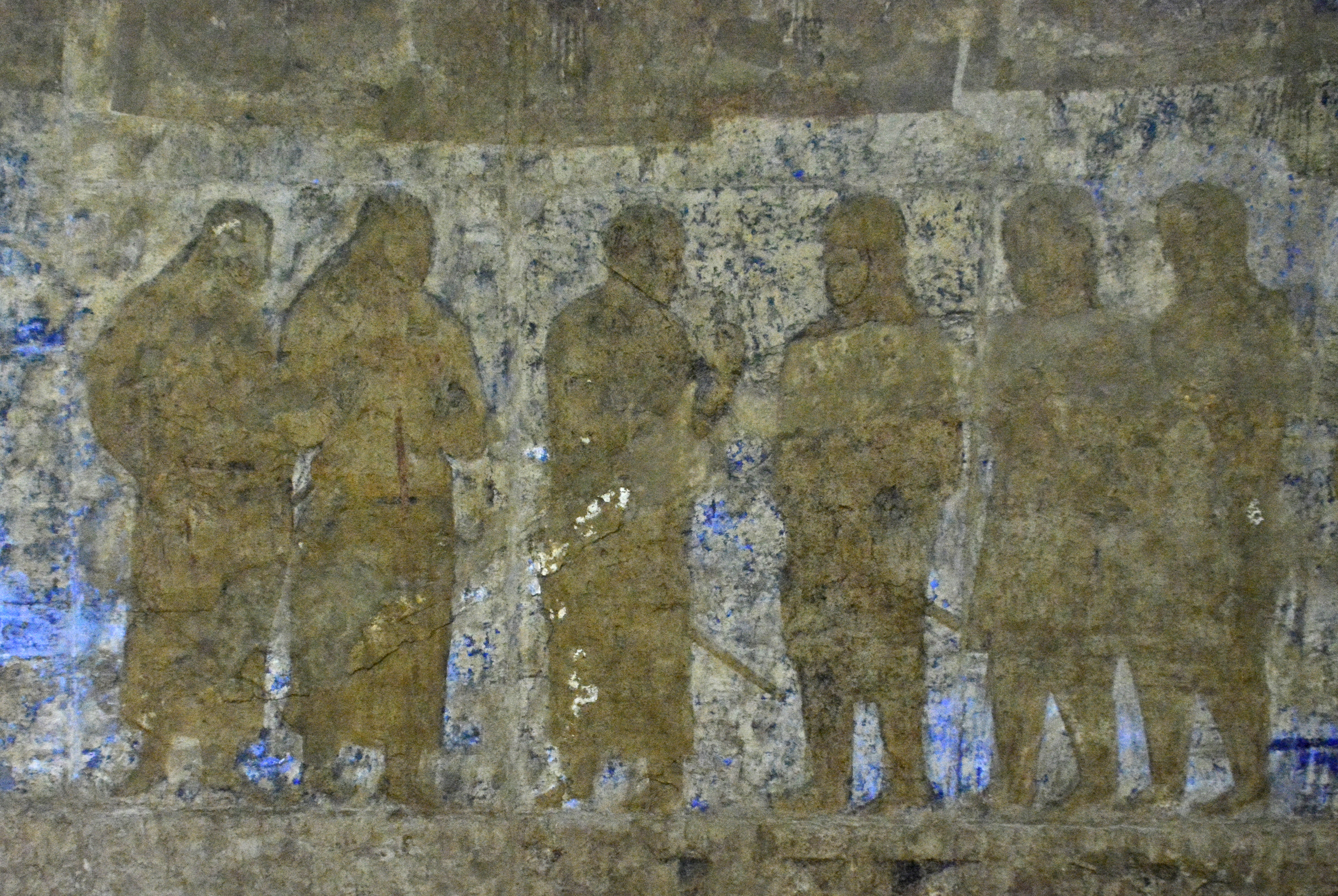
Fresque du palais Afrasiab, VIIe – VIIIe siècle. Les chambellans et interprètes sogdiens présentent les messagers tibétains.
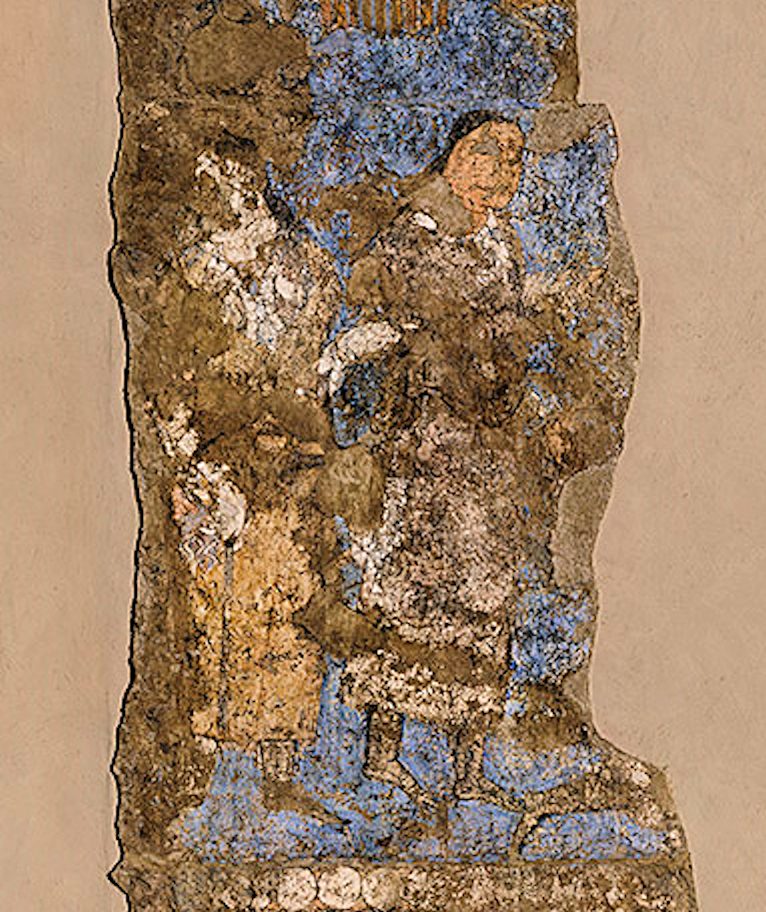
Dignitaires turcs rendant visite au roi Varkhuman à Samarkand. L'un d'eux est renseigné comme provenant d'Argi (Karachahr, au Xinjiang moderne)[5],[6].
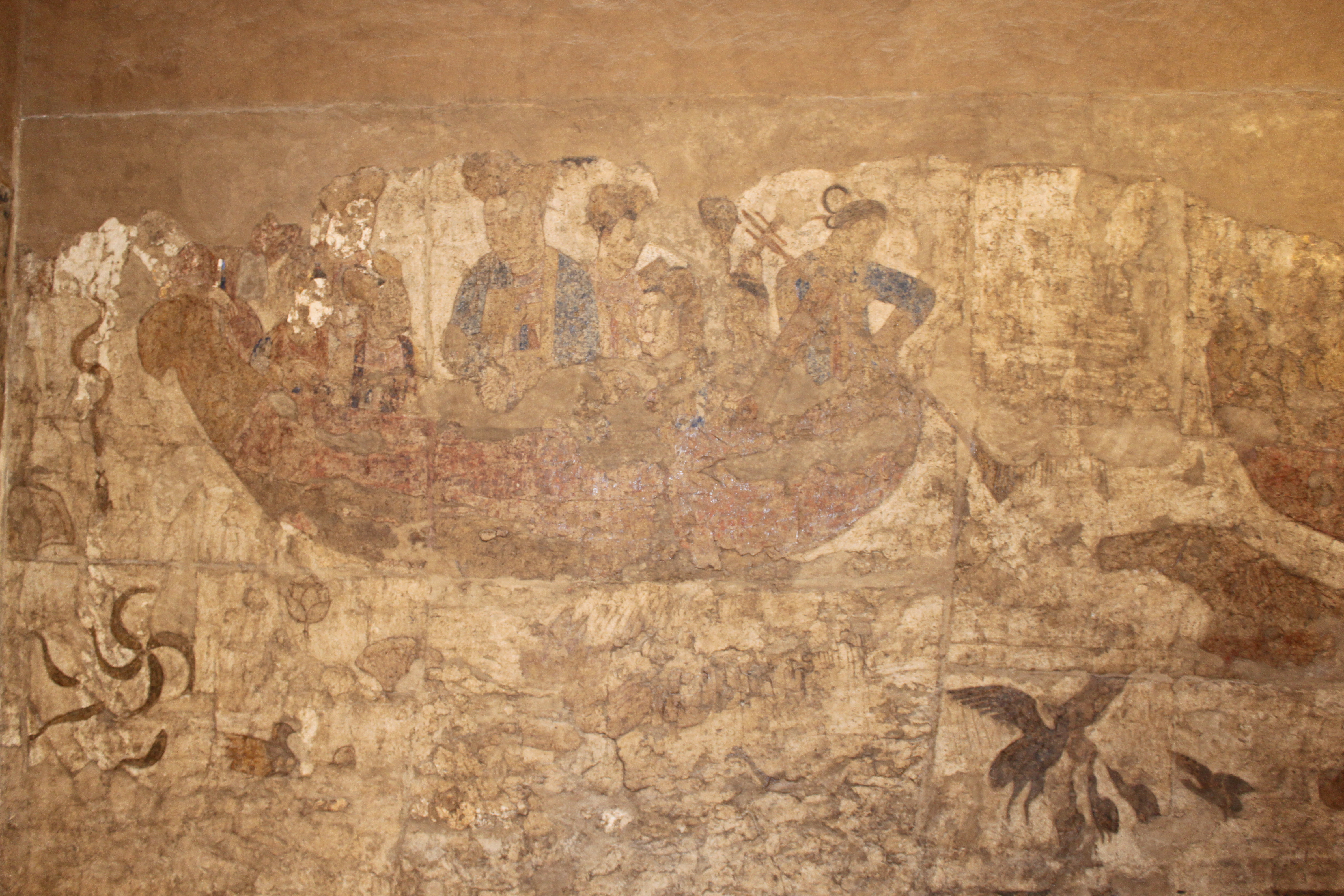
Bateau chinois.
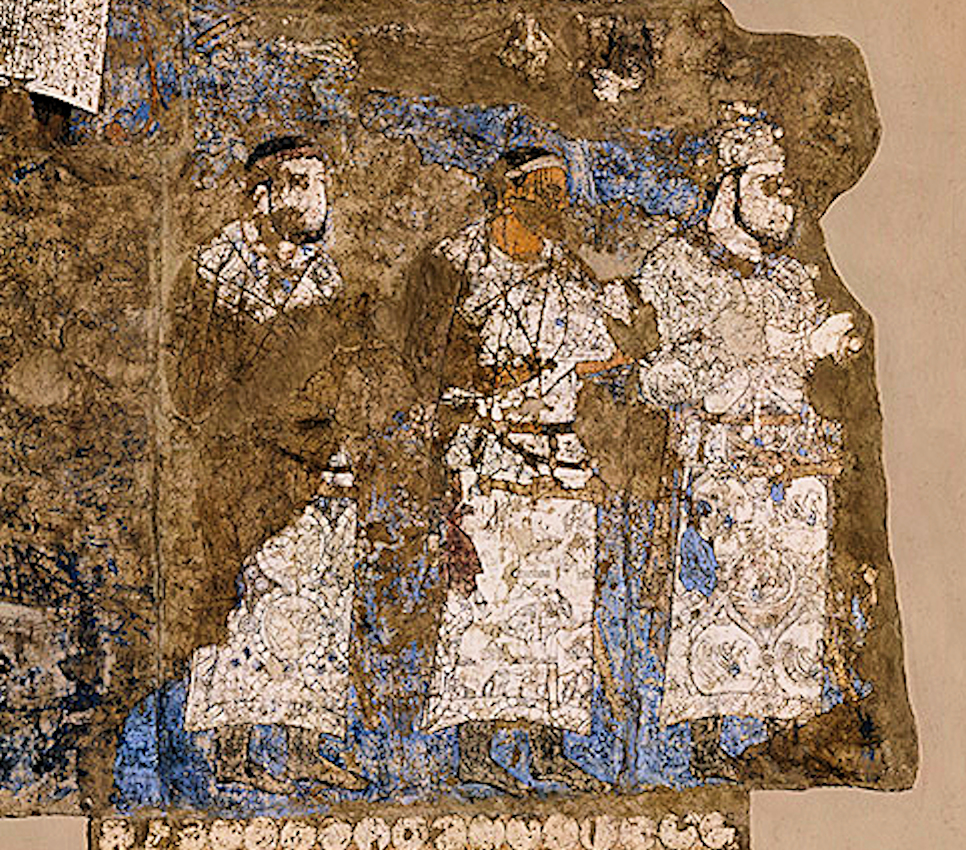
Ambassadeurs de  Chaganian (en) (figure centrale, inscription du cou) et de Tchatch (Tachkent moderne) auprès du roi Varkhuman de Samarkand (648-651 CE, peintures murales d'Afrasiyab, Samarkand[5],[6]).
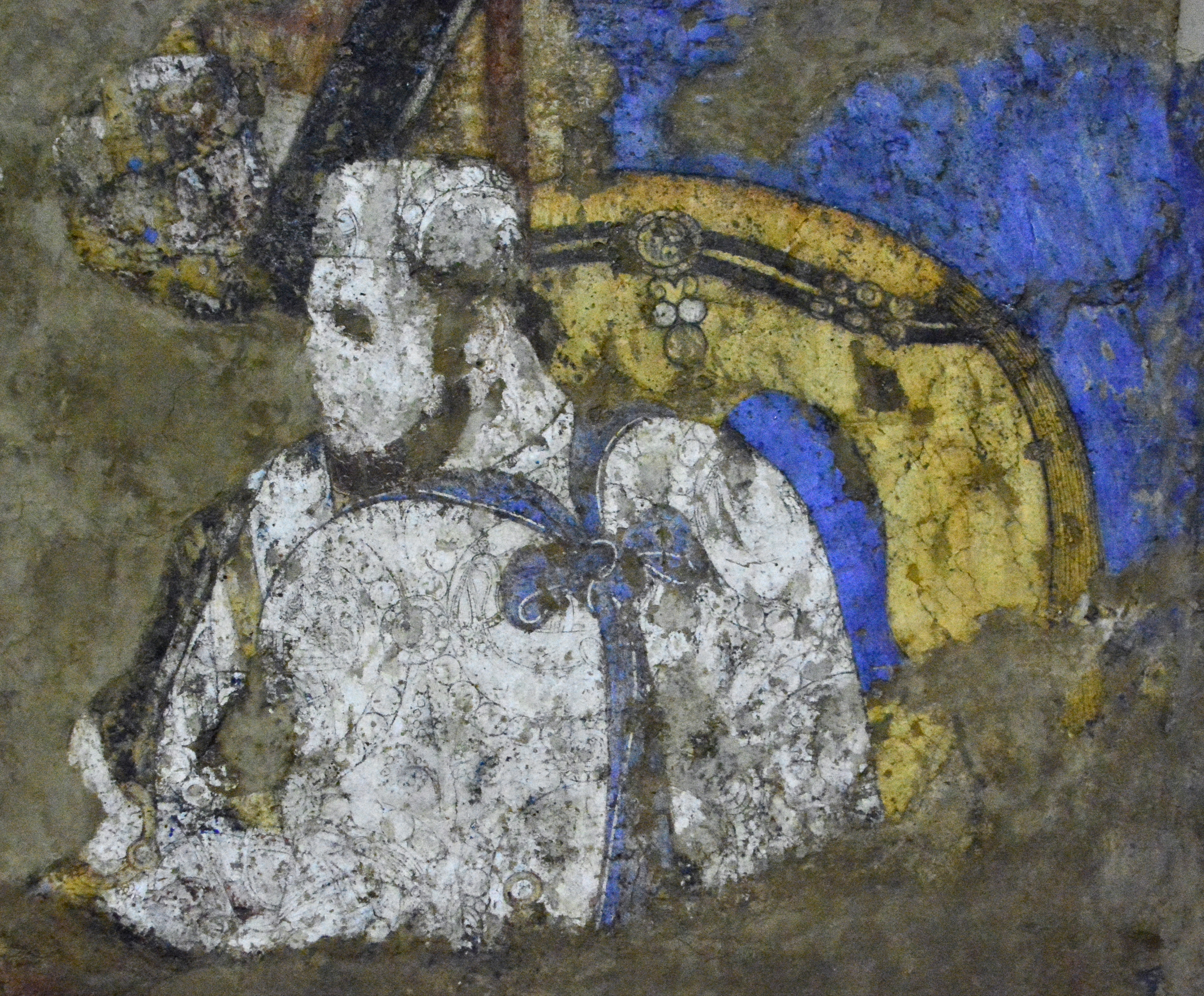
Fresque du palais Afrasiab, VIIe – VIIIe siècle. Détail d’un cavalier.